# Covington Scott Littleton
Covington Scott Littleton (1 de julio de 1933 - 25 de noviembre de 2010) fue un antropólogo y académico estadounidense.
Nació en Los Ángeles y sirvió en el ejército durante la Guerra de Corea. Littleton estudió antropología en la UCLA.
En el Occidental College, de 1962 a 2002, su principal investigación la realizó en el campo de la mitología y el folclore indoeuropeos, las leyendas artúricas y la cultura japonesa (sobre todo el Shinto). Sin embargo, sus últimas investigaciones se adentraron en el ocultismo y el fenómeno OVNI. Murió en Pasadena (California).

## Producción
Scott Littleton es reconocido internacionalmente como un experto en el campo de la mitología y el folclore indoeuropeos. Publicó importantes estudios sobre las teorías del mitólogo francés Georges Dumézil. También publicó numerosos textos sobre mitos y religión del Japón, y sobre el origen y distribución de las leyendas del Rey Arturo y el Santo Grial.
Sus investigaciones también cubren el ocultismo y lo paranormal, en especial las implicaciones folclóricas y mitológicas del fenómeno OVNI. Incluso publicó, en 2002, una novela de ciencia ficción, Phase Two, sobre el tema OVNI.

## Reconocimientos
Littleton recibió reconocimientos del American Council of Learned Societies, la American Philosophical Society, la Wenner-Gren Foundation for Anthropological Research, la Universidad de Tokyo (1980-81) y la de Waseda (1994), Japón.  En 1991 recibió el premio Graham L. Sterling Memorial, otorgado anualmente a miembros distinguidos del Occidental College Faculty.